# Ryūhei Kawada
Pour les articles homonymes, voir Kawada.
Ryūhei Kawada (川田 龍平, Kawada Ryūhei, né le 12 janvier 1976 à Kodaira, dans la région de Tokyo) est un militant des droits de l’Homme et homme politique japonais. Il a été élu à la Chambre des conseillers en 2007 avec le soutien du groupe politique désormais dissous Arc-en-Ciel et Verts. Il est le fils d’Etsuko Kawada, femme politique élue à la Chambre des conseillers pour un mandat. Hémophile, il a été une des victimes du scandale des produits sanguins contaminés par le VIH dans les années 1980. Il s’est fait connaître pour son implication dans la procédure contre la compagnie fautive, Green Cross Corporation (株式会社ミドリ十字, Kabushiki Gaisha Midori Jūji).
Depuis son élection, il dit s’intéresser tout particulièrement aux enjeux de santé, de bien-être social et d’emploi. Il a participé à la fondation du Parti vert au Japon, en 2008. Il rejoint en 2010 le mouvement libéral et réformiste Votre Parti.